# 林得时
林得时（英語：Arthur Reynolds，1909年—2001年）是一位英国基督教传教士，受中国内地会（后来的海外基督使团）差遣，前往中国（1933-1951年）和日本（1952—1970年）传教。他出版了许多书籍，其中一些是他创作的，有些是他翻译自中文。

## 生平
林得时出生在英国白金汉郡的切舍姆，父亲托马斯·弗雷德里克·雷诺兹（Thomas Frederick Reynolds），母亲伊迪丝·艾米莉·雷诺兹（Edith Emily Reynolds）是学校老师。他就读于阿默舍姆的查勒纳博士文法学校（Dr Challoner's Grammar School）。离开学校后，林得时曾在邮政总局的电话部工作。此后他向中国内地会申请去中国传教。他于1933年9月29日前往中国，在安庆接受语言训练后，派往山西省新绛传教。
第二次世界大战意味着他直到1944年才能回到英国休假。正是在这次休假期间，他去了北安普敦郡韦灵伯勒，在一次传教士会议上发言，在那里遇到了贾愉芳（Joy Callis），是亨利和罗达·卡里斯的独女，后来成为他的妻子。
林得时回到中国后，1946年，贾愉芳也追随他，成为内地会传教士，来到中国。他们于1948年结婚，定居在重庆南纪门九块桥街，在那里生了两个儿子。中国共产党上台后，迫使他们离开中国，于1952年去日本传教。创建了姉崎教堂。在此期间，一个女儿和另一个儿子出生。另一个女儿后来在英国出生。
在1960年代，林得时夫妇曾被借调到日本中部先锋差会（CJPM）一段时间，然后回到海外基督使团，林得时在札幌担任北海道圣经学校的校长，讲授布道学以及其他课程。这些年间，他用日语出版了一本书，名为《讲道准备》，并担任日本福音派传教协会的副会长 Japan Evangelical Missionary Association  （JEMA） 以及该会的季刊Japan Harvest副主编，并《日本收获》，《日本收获》。日本正义与平等运动"季刊。
1971年，林得时因患心绞痛，夫妇俩被迫提前退休。退休后，他们定居在瓦灵顿。在退休期间，林得时担任伦敦的一个传教士培训学校--艾比基督教学校（Abbey Christian School）的兼职教师和牧师，翻译中国基督徒领袖王明道的著作，并且写了一本关于讲道的大部头著作，在1997年出版。
林贾愉芳于1995年去世，而林得时本人则在2001年去世。